# الحرية الأكاديمية في الشرق الأوسط
الحرية الأكاديمية في الشرق الأوسط قضية محل جدال ونقاش، استحوذت على اهتمام إقليمي ودولي في منطقة الشرق الأوسط وشمال إفريقيا. أظهرت جميع الأنظمة الاستبدادية عمومًا درجة معينة من المعارضة لكل نوع من أنواع الحرية غير المستبعدة على المستوى الأكاديمي، بصرف النظر عن نوع النظام الذي كانت تقوم عليه. إن حرية الأكاديميين في البحث والتعليم والإبلاغ عن الأفكار أو الوقائع دون تهديدهم أو اضطهادهم أو إمكانية فقدانهم لمناصبهم أو إخضاعهم للرقابة أو القمع معرضة للخطر. وما يسهم أيضًا في انتهاكات الحرية الأكاديمية هو أنها عناصر أساسية للحفاظ على سلطة الأنظمة، وإضافةً إلى ذلك، فإن الحروب بين الدول والحروب الأهلية والاضطرابات الداخلية والتدخل الخارجي يضر بالهياكل والمؤسسات التعليمية. فيما يتعلق بالنظام، فإن أي تهديد أمني أو قومي قد يكون ذريعة لتضييق الخناق على البحوث والنقاشات الأكاديمية. وكذلك تتعلق القيود المفروضة على الحرية الأكاديمية أيضًا بمواضيع البحوث، التي تخضع لقيود كبيرة مع أنها قد تكون مثيرة للاهتمام وجديرة بالبحث.

## الخلفية الثقافية
تعمل العديد من المنظمات على رصد الانتهاكات الحرية الأكاديمية وتوصيل أصواتهم، بنشر رسائل موجهة إلى الشخصيات العامة وإلى المجتمع الدولي.

### «العلماء معرضون للخطر»
تستضيف جامعة نيويورك في حرمها الجامعي في الولايات المتحدة الشبكة الدولية «العلماء معرضون للخطر». هدف هذه المنظمة دعم العلماء المهددين وتعزيز الحرية الأكاديمية والدفاع عنها. وأحد مشاريع هذه الشبكة هو مشروع رصد الحرية الأكاديمية.

#### حالات أبلغ عنها مشروع رصد الحرية الأكاديمية
يورد مشروع رصد الحرية الأكاديمية تقارير عن انتهاكات الحرية الأكاديمية ومجتمعات التعليم العالي. يستند إلى مصادر قوية للمعلومات، متضمنةً التقارير التي يقدمها مراقبون متطوعون ثم يجري التحقق منها. ووفقًا لمشروع رصد الحرية الأكاديمية الذي يبلغ عن حالات منذ 2010 حتى الآن، توجد فئات مختلفة من الانتهاكات فيما يتعلق بهذه القضية. فيما يتعلق بالشرق الأوسط وشمال أفريقيا، سجل هذا المشروع حالات في تركيا والإمارات العربية المتحدة وإيران ولبنان وسوريا وإسرائيل والكويت واليمن والعراق وفلسطين والبحرين والمملكة العربية السعودية ومصر والمغرب وليبيا وتونس.

#### أنواع الانتهاكات
ويحدد مرصد الحرية الأكاديمية أنواعًا مختلفة من الانتهاكات على النحو التالي:
- أعمال القتل والعنف أو الاختفاء.
- الاحتجاز/الاعتقال غير المشروع.
- الأحكام القضائية الجائرة.
- القيود المفروضة على السفر أو الحركة.
- الانتقام بالتسريح من الوظيفة أو الرفت من الدراسة.
- أحداث مهمة أخرى.[3]

### هيئة الحرية الأكاديمية
تجمع رابطة دراسات الشرق الأوسط بين علماء وأشخاص مطلعين يهتمون بمنطقة الشرق الأوسط وشمال إفريقيا. تروج هذه الرابطة المجلة الدولية لدراسات الشرق الأوسط وتهدف إلى تعزيز التعاون والاتصال وزيادة التعلم فيما يتعلق بالشرق الأوسط. وهي أحد المجالات التي يتعامل فيها مع الحرية الأكاديمية. وقد أنشأت هذه الرابطة لجنة معنية بالحرية الأكاديمية، تهدف إلى إزالة أي عقبة تعترض تبادل المعارف وأي قيود تفرضها الحكومات على الأكاديميين.

## تركيا

### نبذة تاريخية
شهدت الحرية الأكاديمية في تركيا سلسلة من التغيرات والتقلبات المتباينة، ترتبط ارتباطًا وثيقًا بسياسة البلاد. اتُخذت عدة مبادرات إصلاحية طوال تاريخ تركيا تهدف إلى إعادة هيكلة إدارة التعليم العالي ومن ثم التأثير في الحرية الأكاديمية. كانت أول مبادرة للإصلاح سنة 1933، عندما دعا أتاتورك إلى إعادة هيكلة جامعة إسطنبول. وعُدل القانون 2252 ليمنح الجامعات قدرًا أعظم من الحرية. وسنة 1946، منح القانون رقم 4936 الجامعات حقوقًا غير مسبوقة، إذ عُد الأكاديميون حماة الديمقراطية بعد العسكريين. سنة 1953، أقر الحزب الديمقراطي قوانين من شأنها تقييد سيطرة الجامعات على ميزانيتها وتقاعد الأكاديميين وحقوقهم في العمل.
كان هدف هذه الاعتداءات على الحرية الأكاديمية منع الأساتذة من المشاركة في السياسة الحزبية، ما سبب حالات عديدة من وقف الأكاديميين عن العمل وحرمانهم من الترقيات. وعد انقلاب 1960 بإبطال تعدي الحزب الديمقراطي على الاستقلال الجامعي، إذ استُقدم أكاديميون للعمل في المكاتب الحكومية واختيروا لكتابة الدستور وغير ذلك من الأدوار الحيوية. لكن الغريب أن المجلس العسكري الانقلابي طرد 147 أكاديميًا لم يكونوا متفقين مع بعض أعضاء المجلس العسكري. وسنة 1973، أعيدت هيكلة التعليم العالي مع ازدياد سيادة المجلس المشترك بين الجامعات.

#### مجلس التعليم العالي (YÖK)
كان قانون التعليم العالي الحالي مطبقًا سنة 1981، في أعقاب انقلاب عام 1980. ينص القانون على أن «الجامعات تديرها هياكل قضائية وتشرف عليها الأجهزة المختارة منها. ولا يجوز لسلطات خارجية عزل الأجهزة الجامعية والأكاديميين والمعلمين المساعدين من مناصبهم دون سبب». ومع ذلك، أصبحت الحرية الأكاديمية شديدة الاعتماد على مجلس التعليم العالي مع الاتجاه إلى إنشاء نظام أكثر مركزية فيما يتعلق بمراقبة الميزانية وتعيين العاملين واختيار الطلاب. ويحدد القانون اسم كل كلية أو مدرسة مهنية وعددها وتخصصها. وفي حين تستطيع الجامعات أن تنشئ أقسامًا، فإن ذلك يخضع لموافقة المجلس.

### أكاديميو السلام
في 11 يناير 2016 صدرت عريضة بعنوان «لن نكون طرفًا في هذه الجريمة». وقّع 1128 أكاديميًا من 89 جامعة في تركيا، وأكثر من 355 أكاديميًا وباحثًا من الخارج -منهم شخصيات مثل نعوم تشومسكي وجوديث بتلر وإيتيان باليبار وإيمانويل والرشتاين وديفيد هارفي- على نص يدعو تركيا إلى إنهاء العنف وتهيئة ظروف التفاوض. تشير العريضة إلى العمليات الأمنية التي تقوم بها تركيا في جنوب شرق البلاد ضد الأكراد، وتدعو إلى استئناف عملية السلام. وردًا على ذلك، أطلق الرئيس رجب طيب إردوغان العنان لحملة قاسية هاجم فيها الأكاديميين، ووصفهم بأنهم خسيسون ومتساوون مع الإرهابيين وطالب بفرض العقوبات عليهم. وفي 15 مارس 2016 وُضع ثلاثة من الأكاديميين رهن الاحتجاز السابق للمحاكمة ومنهم مظفر كايا وإيسرا مونغان وكونغفانس إيرسوي. يدرس إيرسوي في قسم الرياضيات في جامعة ميمار سينان، ومونغان في قسم علم النفس في جامعة بوغازيتشى. وطُرد كايا من قسم الخدمة الاجتماعية في جامعة نيشان تاشي لتوقيعه على العريضة. واعتقلتهم المحكمة بعد يوم واحد من مطالبة الرئيس التركي أردوغان بتوسيع نطاق جريمة الإرهاب لتشمل القضاة الذين «يخدمون أهداف الإرهابيين»، ومهنًا مثل الصحفيين والسياسيين والناشطين. وجاءت ملاحظاته بعد التفجير الذي وقع في 13 مارس وأودى بحياة 37 شخصًا في وسط مدينة أنقرة.
تزايد انتهاك الحرية الأكاديمية متضمنًا مقاضاة الأكاديميين العاملين في مجال السلام وفصلهم واحتجازهم ومضايقتهم علنًا في أعقاب محاولة الانقلاب التي وقعت في 15 يوليو وحالة الطوارئ اللاحقة في تركيا. وقد قُدم نحو 822 أكاديميًا من أجل السلام إلى المحاكمة، وصدرت أحكام بالسجن على أكثر من 200 أكاديمي ووُجهت إلى بعضهم تهمة «الدعاية لمنظمة إرهابية» بموجب المادة 7(2)، وعُزل نحو 549 أكاديميًا وفصلوا من الخدمة العامة بموجب القوانين المرسومة، أو أُجبروا على الاستقالة أو التقاعد.
في 26 يوليو 2019، أصدرت المحكمة الدستورية التركية حكمها التاريخي الذي قضى بأن معاقبة الأكاديميين المناصرين للسلام بتهمة «الترويج لتنظيم إرهابي» يشكل انتهاكًا لحريتهم في التعبير. وردًا على حكم المحكمة الدستورية، اعترض 1066 أكاديميًا من جامعات مختلفة على الحكم في إعلان قائلين إن الحكم «ضد الكرامة العامة». وقد صدر الإعلان في البداية مع 1107 توقيعًا، إلا أن بعض التوقيعات أضيفت دون موافقة أو تكررت مرتين، ما خفض العدد إلى 1066 توقيعا. ولا تزال حقوق الأكاديميين من أجل السلام منتهكة لأن الكثيرين لم يُعوضوا ولم يسمح لهم باستعادة مناصبهم.